# Liste des États souverains et territoires dépendants en Amérique du Sud
Cet article est une liste des États souverains et des territoires dépendants en Amérique du Sud. Elle compte à la fois les États pleinement reconnus et les territoires dépendants d’États non américains. Elle recense 12 États souverains et 3 territoires non souverains.

## États souverains
Les 12 États suivants, pleinement reconnus, sont tous membres des Nations unies.
| Drapeau                | Carte                 | Nom court et officiel en français ,            | Nom local court et officiel ,                                                                      | Capitale ,                                                      | Population 2021, | Superficie    |
| ---------------------- | --------------------- | ---------------------------------------------- | -------------------------------------------------------------------------------------------------- | --------------------------------------------------------------- | ---------------- | ------------- |
| Drapeau de l'Argentine | Map showing Argentina | Argentine République argentine                 | Espagnol : Argentina — República Argentina                                                         | Buenos Aires                                                    | 45 276 780       | 2 780 400 km² |
| Drapeau de la Bolivie  | Map showing Bolivia   | Bolivie État plurinational de Bolivie          | Espagnol : Bolivia — Estado Plurinacional de Bolivia                                               | Sucre (constitutionnelle et judiciaire) La Paz (administrative) | 12 079 472       | 1 098 581 km² |
| Drapeau du Brésil      | Map showing Brazil    | Brésil République fédérative du Brésil         | Portugais : Brasil — República Federativa do Brasil                                                | Brasilia                                                        | 214 326 223      | 8 514 877 km² |
| Drapeau du Chili       | Map showing Chile     | Chili République du Chili                      | Espagnol : Chile — República de Chile                                                              | Santiago                                                        | 19 493 184       | 756 102 km²   |
| Drapeau de la Colombie | Map showing Colombia  | Colombie République de Colombie                | Espagnol : Colombia — República de Colombia                                                        | Bogota                                                          | 51 516 562       | 1 138 910 km² |
| Drapeau de l'Équateur  | Map showing Ecuador   | Équateur République de l’Équateur              | Espagnol : Ecuador — República del Ecuador                                                         | Quito                                                           | 17 797 737       | 283 561 km²   |
| Drapeau du Guyana      | Map showing Guyana    | Guyana République du Guyana                    | Anglais : Guyana — Co-operative Republic of Guyana                                                 | Georgetown                                                      | 804 567          | 214 969 km²   |
| Drapeau du Paraguay    | Map showing Paraguay  | Paraguay République du Paraguay                | Espagnol : Paraguay — República del Paraguay Guarani: Paraguai — Tetã Paraguai                     | Asuncion                                                        | 6 703 799        | 406 752 km²   |
| Drapeau du Pérou       | Map showing Peru      | Pérou République du Pérou                      | Espagnol : Perú — República del Perú Quechua : Piruw — Piruw Republika Aymara : Piruw — Piruw Suyu | Lima                                                            | 33 715 471       | 1 285 216 km² |
| Drapeau du Suriname    | Map showing Suriname  | Suriname République du Suriname                | Néerlandais : Suriname — Republiek Suriname                                                        | Paramaribo                                                      | 612 985          | 163 820 km²   |
| Drapeau de l'Uruguay   | Map showing Uruguay   | Uruguay République orientale de l'Uruguay      | Espagnol : Uruguay — República Oriental del Uruguay                                                | Montevideo                                                      | 3 426 260        | 176 215 km²   |
| Drapeau du Venezuela   | Map showing Venezuela | Venezuela République bolivarienne du Venezuela | Espagnol : Venezuela — República Bolivariana de Venezuela                                          | Caracas                                                         | 28 199 867       | 912 050 km²   |

## Dépendances et territoires à souveraineté spéciale
| Drapeau                                                  | Carte                                                    | Nom français,                                            | Statut                                     | Nom local                                              | Capitale          | Population 2021              | Superficie |
| -------------------------------------------------------- | -------------------------------------------------------- | -------------------------------------------------------- | ------------------------------------------ | ------------------------------------------------------ | ----------------- | ---------------------------- | ---------- |
| Drapeau de la France                                     | Map showing French Guiana                                | Guyane (France)                                          | Collectivité territoriale unique française | Français : Guyane                                      | Cayenne           | 297 449                      | 83 534 km² |
| Drapeau des îles Malouines                               | Map showing the Falkland Islands                         | Îles Malouines (Royaume-Uni)                             | Territoire britannique d'outre-mer         | Anglais : Falkland Islands Espagnol : Islas Malvinas   | Stanley           | 3 398                        | 12 173 km² |
| Drapeau de la Géorgie du Sud-et-les Îles Sandwich du Sud | Map showing South Georgia and the South Sandwich Islands | Géorgie du Sud-et-les îles Sandwich du Sud (Royaume-Uni) | Territoire britannique d'outre-mer         | Anglais : South Georgia and the South Sandwich Islands | King Edward Point | Pas de population permanente | 3 903 km²  |